# Гончая смерти
«Гончая смерти» (англ. The Hound of Death) — сборник детективных рассказов Агаты Кристи, опубликованный в Великобритании в 1933 году издательством Odhams Press. Также публиковался под названием «Пёс смерти». Некоторые рассказы сборника в большей степени являются мистическими, а не детективными. 
В сборник вошло 12 рассказов разных лет, позже включенных также в иные сборники. Центральным рассказом сборника является «Свидетель обвинения», который лег в основу знаменитой пьесы Агаты Кристи с одноименным названием. 

Знаменитый британский писатель и литературный критик Роберт Бэрнард (en:Robert Barnard) в своей книге «Талант Детектива — признание Агаты Кристи»  так охарактеризовал сборник: 
Большей частью полумистические рассказы. В этом сборнике «Свидетель обвинения» выделяется как бриллиант: однозначно, это лучший рассказ, который она написала. Из остальных, лучшим можно, наверно, назвать «Зов крыльев», который был одним из первых её рассказов, написанных еще перед Первой мировой войной .

## Рассказы

### Гончая смерти
Молодой человек расследует дело о следе собаки-демона, которой был оставлен на обломках сгоревшего монастыря во времена первой мировой войны.

### Красный сигнал
После спиритического сеанса на семейном вечере, на котором гадалка предостерегла присутствующих идти по домам, умирает дальний родственник хозяина вечера...

### Четвёртый человек
В поезде сидят четыре человека. Трое из них разговаривают, а один молчит - он либо спит, либо притворяется. Оказывается, он очень внимательно слушал все их разговоры...

### Цыганка (мистический рассказ)
Молодого моряка просят помочь цыганке, а он испытывает к цыганам ужасную неприязнь...

### Лампа (мистический рассказ)
Переехав в новый дом, вдова со своей семьей оказывается в руках призрака ребёнка предыдущих жильцов, который умер от голода...

### Радио
Пожилой женщине дарят радио. Через несколько дней оно начинает говорить голосом её покойного мужа...

### Свидетель обвинения
Молодого человека обвиняют в убийстве, которого он не совершал.

### Тайна голубого кувшина
Играя гольф, молодой мужчина слышит крики женщины. Смотрит везде, но никакой женщины нет. Возможно, это призрак женщины с голубым кувшином.

### Удивительное происшествие случившиеся с сэром Артуром Кармайклом
В доме странного человека происходит ряд мистических событий: сначала леди Кармайкл чуть не зарезали, затем гости находят в книге след хищного призрачного кота...

### Зов крыльев (мистический рассказ)
Богатый мужчина, видя в переулке играющего на странном музыкальном инструменте калеку, теряет почву под ногами и взлетает...

### Последний спиритический сеанс (мистический рассказ)
Несчастная женщина просит устроить сеанс, чтобы связаться со своим погибшим ребёнком...

### SOS (мистический рассказ)
В доме, в котором остановились отец, его дочки и один попутчик, одна из дочерей пишет пылью на столе слово SOS.